# Bogislav Conrad Krüger-Hansen

Bogislav Conrad Krüger-Hansen, zeitgenössische Lithographie

Bogislav Conrad Krüger-Hansen (* 4. August 1776 in Malchin; † 17. August 1850 in Güstrow) war ein deutscher praktischer Arzt.

## Leben
Bogislav Conrad Krüger war ein Sohn des Arztes Conrad Friedrich Krüger (1737–1815). Er studierte Humanmedizin an der Universität Halle und wurde hier 1797 zum Dr. med. promoviert. Ab 1797 praktizierte er in Malchin, ab 1802 in Teterow, ab 1813 in Rostock und ab 1821 in Güstrow. 
Als nächster männlicher Angehöriger wurde er erster Majoratsherr des von seinem Onkel mütterlicherseits, dem Juristen und Güstrower Senator Georg Heinrich Hansen († 1818), testamentarisch errichteten Familienfideikommisses. Er führte fortan den Namen Krüger-Hansen, zog nach Güstrow und bewohnte das Krüger-Hansensche Majoratshaus im Grünen Winkel 10, heute Haus der Kirche (Güstrow).
Krüger-Hansen publizierte viel; seine kritischen und unorthodoxen Ansichten riefen oft Widerspruch hervor.

## Werke
- De Oculi Mutationibus Internis. Diss., 1797
- Curbilder, mit Bezug auf Cholera. 3 Bände 1831
- Opium als Hauptmittel in der Cholera. 1832
- Praktische Erfahrungen und Bemerkungen über die Cholera zur Rostock. 1832
- Normen für die Behandlung des Group. 1832
- Die Homöopathie und Allopathie auf der Waage. 1833; 2. Aufl. 1837

Neuauflage Ansichten und Vergleichungen über Homöopathie und Allopathie mit der Fackel der Vernunft beleuchtet. Leipzig: Ernst 1840
Digitalisat, Bayerische Staatsbibliothek
- Heil- und Unheilmaximen der Leibwalter beleuchtet. 1834; 2. Aufl. 1837
- Ueber die Therapeutik der Wundärzte.  1835
- Brillenlose Reflexionen über das jetzige Heilwesen. 1835
- Entschleierung des bisherigen Heilverfahrens bei der ägyptischen Augenentzündung. 1836; 2. Aufl. 1840

Digitalisat der 2. Auflage, Bayerische Staatsbibliothek
- Prüfung einiger neuen Curmethoden des Typhus und verwandter Uebel. 1838
- Zeitgemässe Betrachtungen über das Verfahren bei Pneumonieen. 1841
- Des Herzogs von Orleans letzte Stunden. 1842
- Medicinischkritische Miscellen. 1843
- Praktische Fragment.  Koblenz 1845